# 横須賀市立北下浦小学校
横須賀市立北下浦小学校（よこすかしりつ きたしたうらしょうがっこう）とは、神奈川県横須賀市長沢にある市立小学校。

## 沿革
- 1901年（明治34年）5月12日 - 3校を併合し、神奈川県三浦郡北下浦村立尋常北下浦小学校として開校。
- 1941年（昭和16年）4月1日 - 国民学校令により、北下浦村北下浦国民学校に改称。
- 1943年（昭和18年）4月1日 - 北下浦村が横須賀市に編入されたため、横須賀市北下浦国民学校に改称。
- 1947年（昭和22年）4月1日 - 学制改革により現校名に改称。
- 1973年（昭和48年） - 横須賀市立粟田小学校が分離。
- 1976年（昭和51年） - 横須賀市立津久井小学校が分離。
- 1982年（昭和57年） - 横須賀市立野比小学校が分離。

## 通学区域
2014年度は長沢1丁目、2丁目、4丁目である。
また、長沢3、5、6丁目は野比小学校の通学区域であるが、通うことができる。

## 進学先中学校
以下の学校が通学区域となっている。
- 横須賀市立北下浦中学校 - 長沢1丁目
- 横須賀市立長沢中学校 - 長沢2丁目、4丁目

また、公立学校選択制により、以下の学校も選択できる。
- 横須賀市立岩戸中学校
- 横須賀市立久里浜中学校
- 横須賀市立神明中学校
- 横須賀市立野比中学校
- 横須賀市立北下浦中学校
- 横須賀市立長沢中学校
- 横須賀市立武山中学校

## 交通
- 京浜急行電鉄 久里浜線 京急長沢駅より徒歩4分